# ليندا دارنيل
ليندا دارنيل (بالإنجليزية: Linda Darnell)‏ ممثلة سينمائية أمريكية، من مواليد أبريل 1923، بدأت العمل في المسرح في سن المراهقة، ثم اتجهت للسينما وقدمت أول افلامها عام 1939. من أشهر أعمالها فيلم القرصان بلاكبيرد.

## روابط خارجية
- ليندا دارنيل على موقع IMDb (الإنجليزية)
- ليندا دارنيل على موقع الموسوعة البريطانية (الإنجليزية)
- ليندا دارنيل على موقع روتن توميتوز (الإنجليزية)
- ليندا دارنيل على موقع ألو سيني (الفرنسية)
- ليندا دارنيل على موقع تيرنر كلاسيك موفيز (الإنجليزية)
- ليندا دارنيل على موقع أول موفي (الإنجليزية)
- ليندا دارنيل على موقع قاعدة بيانات برودواي على الإنترنت (الإنجليزية)
- ليندا دارنيل على موقع قاعدة بيانات الأفلام السويدية (السويدية)
- ليندا دارنيل على موقع إن إن دي بي (الإنجليزية)
- ليندا دارنيل على موقع قاعدة بيانات الفيلم (الإنجليزية)